# Мурашёв, Василий Иванович
Василий Иванович Мурашёв (12 [25] апреля 1904, Тургенево — 1 ноября 1959, Москва) — советский учёный, доктор технических наук (1941), профессор (1947), лауреат Сталинской премии (1951). Занимался вопросами прочности и жёсткости железобетонных конструкций, автор теории жёсткости железобетона. Действительный член Академии строительства и архитектуры СССР.

## Биография
Родился 12 (25) апреля 1904 года в деревне Тургенево (ныне Чернский район Тульской области) в семье крестьян. В 1929 году окончил Московское высшее техническое училище им. Н. Э. Баумана. С 1929 года работал в Центральном научно-исследовательском институте промышленных сооружений (ЦНИИПС), где в 1946 году возглавил созданную по его инициативе лабораторию жаростойких железобетонных конструкций. После создания в 1954 году Научно-исследовательского института бетона и железобетона Госстроя СССР был одним из его директоров.
В 1930-е годы Мурашёв занимался расчетами безбалочных и тонкостенных перекрытий, а также рам и каркасов. По результатам работ, в соавторстве с сотрудниками ЦНИИПС А. А. Гвоздевым и В. З. Власовым, были изданы практические рекомендации для инженеров-строителей.
С 1943 года работал над заменой при строительстве сооружений, работающих при высоких температурах, металлических конструкций на железобетонные. Для реализации предложения разработал методы расчёта жаростойких железобетонных конструкций и практические инструкции по проектированию фундаментов доменных печей. Для подтверждения теоретических выводов проводил экспериментальные исследования, в том числе испытания железобетонных плит на воздействие температур до 1000 °С.
Мурашёву принадлежит авторство теории жёсткости железобетона и модели трещинообразования при деформировании железобетонных конструкций. На основе разработок Мурашёва в строительство была внедрена арматура периодического профиля.
Василий Иванович Мурашёва вел активную преподавательскую деятельность. Профессор Московского института инженеров городского строительства Мосгорисполкома (с 1954). Под его руководством десятки учёных защитили кандидатские и докторские диссертаций.
Член КПСС с 1944 года.
Жил в Москве по адресам: Полуэктов переулок, 9 (с 1930-х); Фрунзенская набережная, 38/1 (последние годы).
Скончался 1 ноября 1959 года. Похоронен на Новодевичьем кладбище. Надгробный памятник выполнен по проекту архитектора А. С. Алимова.

## Награды и премии
- Сталинская премия третьей степени (1951)[1][2] — за разработку и внедрение в строительство горячекатанной арматуры периодического профиля для железобетона
- Орден Трудового Красного Знамени[1]
- Орден «Знак Почёта»[1]

## Сочинения
- Расчёт железобетонных элементов по стадии разрушения. М.; Л., 1938;
- Новая арматура железобетона // Строительная промышленность. 1939. № 11—12;
- Трещиноустойчивость, жёсткость и прочность железобетона, М., 1950;
- Оценка огнестойкости железобетонных конструкций // Пожарное дело. 1956. № 7;
- Временные указания по проектированию жароупорных железобетонных конструкций М.; 1957;
- Основные положения расчёта и проектирования железобетонных конструкций в условиях кратковременного и длительного воздействия высоких температур, в кн.: Теория расчёта и конструирования железобетонных конструкций, М., 1958.

### Комментарии
1. ↑  В некоторых источниках фамилия указана как Мурашов.